# Ceretic Guletic
Ceretic Guletic d'Alt Clut est au Ve siècle un  roi d'Alt Clut, dont la capitale se situait à l'emplacement du moderne château de Dumbarton.

## Biographie
Ceretic a été identifié avec Coroticus, un « chef de guerre » brittonique à qui est adressée une lettre de Patrick d'Irlande. Des deux seules lettres de saint Patrick qui ont survécu, l'une est, en effet, adressée aux guerriers de Coroticus. Saint Patrick y déplore la capture et l'asservissement de chrétiens irlandais et leurs ventes comme esclaves à des païens et annonce qu'il a excommunié les hommes de  Coroticus. Patrick commence sa correspondance par cette imprécation :
« J'ai écrit et scellé de ma main cette lettre qui doit être donnée et remise à Coroticus par ses soldats, je n'ai pas dit par « mes concitoyens » ni par les concitoyens des saints de Rome, mais par les concitoyens des démons, à cause de leurs mauvaises actions et des hostilités qu'ils commettent. Ils vivent dans la mort dignes compagnons des Scots et des Pictes apostats, il semble qu'ils veuillent s'engraisser du sang des innocents Chrétiens que j'ai engendrés - innombrables- à Dieu et que j'ai confirmés dans le Christ. »
— Ch. Barthélemy (sous la direction de) Annales Hagiologiques de la France. La vie de tous les saints de France, Tome V Versailles 1864 p. 104
Cette identification de Coroticus avec Ceretic Guletic repose sur une glose marginale du VIIIe siècle des lettres de Patrick . Il a été avancé que c'est l'envoi de cette lettre qui a provoqué le procès mentionné par Patrick dans la  Confession. Les « Pictes Apostats » sont des Pictes du sud convertis par saint Ninian et administrés par Palladius, et qui sont donc considérés comme christianisés. Les Pictes du nord, c'est-à-dire de Fortriú, seront convertis plus tard par saint Columba au VIe siècle, et n'étant pas chrétiens ils ne pouvaient pas être désignés apostats.
Ceretic apparaît aussi dans les Harleian genealogies des rois d'Alt Clut ; dans cette liste figurent également les noms de son père « Cynloyp », grand-père « Cinhil » et arrière-grand-père « Cluim ». Ils ont parfois été identifiés avec des commandants romains ou des princes romanisés placés à la tête des Damnonii sur la Clyde sous le règne de Magnus Maximus : Cinhil étant peut-être le latin « Quintilius » et Cluim l'équivalent de « Clemens ».
Dans une source postérieure, il reçoit son surnom, Guletic (c'est-à-dire: Propriétaire terrien). Dans le Livre d'Armagh, il est nommé « Coirthech rex Aloo », « Ceretic, roi des Hauts [de la Clyde] ».

## Sources
- (en) Cet article est partiellement ou en totalité issu de l’article de Wikipédia en anglais intitulé « Ceretic Guletic » (voir la liste des auteurs), édition du 6 avril 2013.
- (en) Rachel Bromwich, Trioedd Ynys Prydein : The Triads of the Island of Britain, University of Wales Press, 2006, 559 p. (ISBN 0-7083-1386-8)
- (en) Mike Ashley  British Kings & Queens Robinson London  1998  (ISBN 1841190969)  « Ceretic »   p. 183-186 et Généalogie no 7 p. 185.
- (en) Peter Bartrum, A Welsh classical dictionary: people in history and legend up to about A.D. 1000, Aberystwyth, National Library of Wales, 1993 (ISBN 9780907158738), p. 141 CEREDIG WLEDIG. (410)
- (en) Alan MacQuarrie, The Kings of Strathclyde 400-1018 dans Medieval Scotland: Crown Lordship and Community, Essay. Ouvrage collectif présenté par G.W.S Barrow p. 1-19 & Table généalogique p. 6 Edinburgh University Press (1998)  (ISBN 0-7486-1110-X).
- (en) Alfred P. Smyth, Warlords and Holy Men, Scotland AD 80~1000 Edinburgh University Press (1984)  (ISBN 0-7486-0100-7). Table 2 p. 64 et.
- (en) Ann Williams, Alfred P. Smyth, D P Kirby A Bibliographical Dictionary of Dark Age Britain (England, Scotland and Wales c.500-c.1050). Seaby London (1991)  (ISBN 1 852640472).